# Mathieu Garon
Mathieu Garon (* 9. ledna 1978 Chandler, Québec, Kanada) je bývalý kanadský hokejový brankář, který odehrál 343 utkání v NHL. Naposledy hrál v týmu Avangard Omsk v ruské KHL.

## Kariéra
Garon strávil juniorskou kariéru v týmu Victoriaville Tigres v lize Quebec Major Junior Hockey League. Ve třech sezónách v Tigres vychytal 74 vítězných, 5 remízových a 63 prohraných zápasů. Za poslední sezónu v juniorském hokeji (1997–98) získal Jacques Plante Memorial Trophy jako nejlepší brankář ligy QMJHL a byl jmenován do 1. šestky ideální sestavy ročníku ligy. Současně získal cenu CHL Goaltender of the Year pro nejlepšího brankáře juniorských kanadských lig a byl jmenován do ideální sestavy Canadian Hockey League. V roce 1998 byl Garon nominován do kanadské reprezentace dvacetiletých na Mistrovství světa juniorů ve Finsku.
Poté, co byl v roce 1996 draftován Montrealem Canadiens, tak hrál následujících pět sezón převážně v nižší lize American Hockey League ve farmářských celcích Frederictonu Canadiens, Quebecu Citadelles a v Hamiltonu Bulldogs. Občasně byl povoláván do ligy National Hockey League, kde chytal za Canadiens a v sezóně 2003–04 se stal pevným členem sestavy Montrealu na pozici náhradního brankáře Josého Théodora. Po sezóně 2003–04 byl Garon vyměněn společně s výběrem ve 3. kole draftu NHL 2004 do Los Angeles Kings za Radka Bonka a Cristobala Hueta.
Během výluky NHL v sezóně 2004–05 hrál na farmě Kings za Manchester Monarchs, kde předváděl kvalitní výkon, díky čemuž dostal v následující sezóně 2005–06 šanci chytat v týmu Kings, kde hrál v roli prvního brankáře. Nicméně v sezóně 2006–07 o pozici prvního brankáře přišel a byl postupně zařazen do role náhradníka. Po sezóně se stal Garon volným hráčem a 3. července 2007 podepsal dvouletou smlouvu na 2 milióny USD (asi 40 miliónů Kč) s Edmontonem Oilers. V sezóně 2007–08 se dělil o odchytané zápasy Oilers s Dwaynem Rolosonem. Garon byl nominován do kanadské reprezentace na Mistrovství světa 2008 v kanadském Québecu a Halifaxu, ale jako druhý náhradník nechytal ani v jednom zápase, když přednost dostal Cam Ward a Pascal Leclaire, přesto obdržel stříbrnou medaili. Poté, co se Roloson v sezóně 2008–09 vrátil do role prvního brankáře týmu, byl Garon během sezóny vyměněn do Pittsburghu Penguins za Ryana Stonea, Danyho Sabourina a výběr ve 4. kole draftu NHL 2011. V Pittsburghu byl Garon pasován do role náhradníka Marca-André Fleuryho, který dovedl Penguins až k vítězství ve Stanley Cupu. Garon nastoupil pouze v pátém zápase finále po vystřídáni Fleuryho.
1. července 2009 se stal Garon volným hráčem a následně podepsal dvouletou smlouvu s Columbusem Blue Jackets na 1,2 miliónu USD (asi 24 miliónů Kč). V Columbusu hrál v pozici náhradníka Steveho Masona. Garon podepsal dvouletou smlouvu v hodnotě 2,6 milionu dolarů s Tampa Bay Lightning dne 1. července 2011. Lightning byl druhý klub, ve kterém Garon chytal spolu s Dwaynem Rolosonem (první byl Edmonton). Po vypršení smlouvy odešel do KHL, kde za Avangard Omsk ukončil po sezóně 2013/14 kariéru.

## Úspěchy

### Individuální úspěchy
- Raymond Lagacé Trophy – 1995–96
- QMJHL All-Rookie Team – 1995–96
- Jacques Plante Memorial Trophy – 1997–98
- Telus Cup – Defensive – 1997–98
- QMJHL 1. All-Star Team – 1997–98
- CHL Goaltender of the Year – 1997–98
- CHL 1. All-Star Team – 1997–98

### Týmové úspěchy
- Stříbro na MS – 2008
- Stanley Cup – 2009

## Prvenství
- Debut v NHL - 6. října 2000 (New Jersey Devils proti Montreal Canadiens)
- První inkasovaný gól v NHL - 6. října 2000 (New Jersey Devils proti Montreal Canadiens, ruským útočníkem Alexandr Mogilnyj)
- První čisté konto v NHL - 23. listopadu 2000 (Atlanta Thrashers proti Montreal Canadiens)

## Statistiky

### Základní části
| Sezona        | Tým                   | Liga          | Z   | V   | P   | Pvp | MIN   | OG  | ČK | POG  | %ChS |
| ------------- | --------------------- | ------------- | --- | --- | --- | --- | ----- | --- | -- | ---- | ---- |
| 1995–96       | Victoriaville Tigres  | QMJHL         | 51  | 18  | 27  | 0   | 2709  | 189 | 1  | 4.19 | —    |
| 1996–97       | Victoriaville Tigres  | QMJHL         | 53  | 29  | 18  | 3   | 3032  | 150 | 6  | 2.97 | .909 |
| 1997–98       | Victoriaville Tigres  | QMJHL         | 47  | 27  | 18  | 2   | 2802  | 125 | 5  | 2.68 | .909 |
| 1998–99       | Fredericton Canadiens | AHL           | 40  | 14  | 22  | 2   | 2222  | 114 | 3  | 3.08 | .904 |
| 1999–00       | Quebec Citadelles     | AHL           | 53  | 17  | 28  | 3   | 2884  | 149 | 2  | 3.10 | .898 |
| 2000–01       | Quebec Citadelles     | AHL           | 31  | 16  | 13  | 1   | 1768  | 86  | 1  | 2.92 | .920 |
| 2000–01       | Montreal Canadiens    | NHL           | 11  | 4   | 5   | 1   | 589   | 24  | 2  | 2.44 | .897 |
| 2001–02       | Quebec Citadelles     | AHL           | 50  | 21  | 15  | 12  | 2988  | 136 | 2  | 2.73 | .918 |
| 2001–02       | Montreal Canadiens    | NHL           | 5   | 1   | 4   | 0   | 261   | 19  | 0  | 4.37 | .871 |
| 2002–03       | Hamilton Bulldogs     | AHL           | 20  | 15  | 2   | 2   | 1150  | 34  | 4  | 1.77 | .937 |
| 2002–03       | Montreal Canadiens    | NHL           | 8   | 3   | 5   | 0   | 482   | 16  | 2  | 1.99 | .940 |
| 2003–04       | Montreal Canadiens    | NHL           | 19  | 8   | 6   | 2   | 1003  | 38  | 0  | 2.27 | .921 |
| 2004–05       | Manchester Monarchs   | AHL           | 52  | 32  | 14  | 4   | 2969  | 105 | 8  | 2.12 | .927 |
| 2005–06       | Los Angeles Kings     | NHL           | 63  | 31  | 26  | 3   | 3446  | 185 | 4  | 3.22 | .894 |
| 2006–07       | Los Angeles Kings     | NHL           | 32  | 13  | 10  | 6   | 1779  | 79  | 2  | 2.66 | .907 |
| 2007–08       | Edmonton Oilers       | NHL           | 47  | 26  | 18  | 1   | 2658  | 118 | 4  | 2.66 | .913 |
| 2008–09       | Edmonton Oilers       | NHL           | 15  | 6   | 8   | 0   | 815   | 43  | 0  | 3.17 | .895 |
| 2008–09       | Pittsburgh Penguins   | NHL           | 4   | 2   | 1   | 0   | 206   | 10  | 0  | 2.91 | .894 |
| 2009–10       | Columbus Blue Jackets | NHL           | 35  | 12  | 9   | 6   | 1771  | 83  | 2  | 2.81 | .903 |
| 2010–11       | Columbus Blue Jackets | NHL           | 36  | 10  | 14  | 6   | 1938  | 88  | 3  | 2.72 | .901 |
| NHL celkově   | NHL celkově           | NHL celkově   | 275 | 116 | 106 | 25  | 14947 | 703 | 19 | 2.82 | .904 |
| AHL celkově   | AHL celkově           | AHL celkově   | 246 | 115 | 94  | 24  | 13981 | 624 | 20 | 2.68 | .915 |
| QMJHL celkově | QMJHL celkově         | QMJHL celkově | 151 | 74  | 63  | 5   | 8543  | 464 | 12 | 3.26 | —    |

### Statistiky v play-off
| Sezóna        | Tým                   | Liga          | Z  | V  | P  | MIN  | OG | ČK | POG  | %ChS  |
| ------------- | --------------------- | ------------- | -- | -- | -- | ---- | -- | -- | ---- | ----- |
| 1995-96       | Victoriaville Tigres  | QMJHL         | 12 | 7  | 4  | 676  | 38 | 1  | 3.37 | —     |
| 1996-97       | Victoriaville Tigres  | QMJHL         | 6  | 2  | 4  | 330  | 23 | 0  | 4.18 | —     |
| 1997-98       | Victoriaville Tigres  | QMJHL         | 6  | 2  | 4  | 345  | 22 | 0  | 3.83 | —     |
| 1998-99       | Fredericton Canadiens | AHL           | 6  | 1  | 1  | 208  | 12 | 0  | 3.46 | .911  |
| 1999–00       | Quebec Citadelles     | AHL           | 1  | 0  | 0  | 20   | 3  | 0  | 9.00 | .833  |
| 2000–01       | Quebec Citadelles     | AHL           | 8  | 4  | 4  | 459  | 22 | 1  | 2.88 | .933  |
| 1999–00       | Quebec Citadelles     | AHL           | 3  | 0  | 3  | 198  | 12 | 0  | 3.64 | .874  |
| 2003–04       | Montreal Canadiens    | NHL           | 1  | 0  | 0  | 12   | 0  | 0  | 0.00 | 1.000 |
| 2004–05       | Manchester Monarchs   | AHL           | 6  | 2  | 4  | 285  | 17 | 0  | 3.58 | .893  |
| 2008–09       | Pittsburgh Penguins   | NHL           | 1  | 0  | 0  | 24   | 0  | 0  | 0.00 | 1.000 |
| NHL celkově   | NHL celkově           | NHL celkově   | 2  | 0  | 0  | 36   | 0  | 0  | 0.00 | 1.000 |
| AHL celkově   | AHL celkově           | AHL celkově   | 24 | 7  | 12 | 1170 | 66 | 1  | 3.38 | .910  |
| QMJHL celkově | QMJHL celkově         | QMJHL celkově | 24 | 11 | 12 | 1351 | 83 | 1  | 3.69 | —     |

### Reprezentace
| Rok                    | Tým                    | Soutěž                 | Z | V | P | R | MIN | OG | ČK | POG  | %ChS |
| ---------------------- | ---------------------- | ---------------------- | - | - | - | - | --- | -- | -- | ---- | ---- |
| 1998                   | Kanada 20              | MSJ                    | 5 | — | — | — | 283 | 9  | —  | 1.91 | —    |
| Juniorská reprezentace | Juniorská reprezentace | Juniorská reprezentace | 5 | — | — | — | 283 | 9  | —  | 1.91 | —    |